# ꟽ
Cette page contient des caractères spéciaux ou non latins. S’ils s’affichent mal (▯, ?, etc.), consultez la page d’aide Unicode.
ꟽ, appelé M inversée épigraphique ou M tourné épigraphique, est une lettre additionnelle de l’écriture latine utilisée dans des inscriptions épigraphiques comme abréviation de mulieris, comme le C réfléchi ‹ Ↄ ›, en Espagne et en Gaule narbonnaise. Elle peut avoir la forme d’un M tourné à 180° ‹ M › ou d’un M tourné à 90° ‹ M ›.
Elle n’est pas à confondre avec le M culbuté ‹ Ɯ, ɯ › qui était utilisée dans l'écriture du zhuang de 1957 à 1986, avec une majuscule ressemblant à la minuscule, ou qui était utilisée dans certaines études des langues siouanes de James Owen Dorsey, avec une majuscule basée sur un M majuscule culbuté.

## Graphie

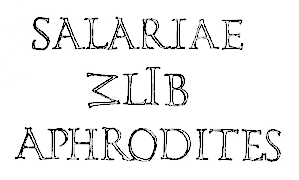
M culbuté (à 90°) dans une inscription (CIL V 7107) reproduite dans Exempla scripturae epigraphicae latinae : [...] Salariae ꟽ (mulieris) lib(ertae) Aphrodites [...].

La graphie de cette lettre est une altération de la forme majuscule de la lettre M ‹ M ›, tourné à 180° (ou inversée sur l’axe de symétrie horizontal) ou tournée à 90°,.

### Variantes et formes
| Majuscule | Minuscule | Description                                                                                |
| --------- | --------- | ------------------------------------------------------------------------------------------ |
|           |           | Forme basée sur un M tourné à 180°, similaire à une variante du M culbuté majuscule ‹ Ɯ ›. |
|           |           | Forme basée sur un M tourné à 90°.                                                         |

## Représentation informatique
La M inversé épigraphique peut être représentée avec les caractères Unicode (Latin étendu D) suivants :
| formes    | représentations | chaînes de caractères | points de code | descriptions                                   |
| --------- | --------------- | --------------------- | -------------- | ---------------------------------------------- |
| majuscule | ꟽ               | ꟽ                     | U+A7FD         | lettre majuscule latine m inversé épigraphique |